# Microsoft Dynamics 365 Business Central
Microsoft Dynamics 365 Business Central to pakiet aplikacji biznesowych, który pojawił się na światowym rynku w marcu 2018 roku. Miał on swoją premierę w trakcie konferencji Directions ASIA, która odbyła się w dniach 15–16 marca 2018 roku. Jest kontynuacją oprogramowania dla małych i średnich przedsiębiorstw o nazwie Microsoft Dynamics NAV. Polska premiera rozwiązania miała miejsce w marcu 2019 roku.

## Funkcjonalności systemu Business Central
Dynamics 365 Business Central dostępny jest w dwóch wariantach licencyjnych – Essentials i Premium. Zakres funkcjonalności zależny jest od licencji.

### Licencja Business Central Essentials obejmuje funkcje z obszaru
- Finansów
- Sprzedaży
- Zakupów
- Magazynu
- CRM
- Zasobów ludzkich
- Projektów

### Licencja Business Central Premium obejmuje funkcje z obszaru
- Business Central Essentials
- Serwisu
- Produkcji

## Dostępność
System dostępny jest na urządzeniach mobilnych oraz stacjonarnych poprzez:
- Aplikację na komputery stacjonarne z Windows 10
- Aplikację na tablety (Windows, Android, iOS)
- Aplikację na smartfony (Windows, Android, iPhone)
- Przeglądarkę internetową (Internet Explorer, Microsoft Edge, Google Chrome, Mozilla Firefox, Safari)

## Infrastruktura i modele licencjonowania
- Dynamics 365 Business Central dostępny jest na infrastrukturze chmurowej (on-cloud), jak i tradycyjnej (on-premises)[3].

### Dynamics 365 Business Central on-premises
W przypadku modelu licencji bezterminowej nabywa się prawo do bezterminowego użytkowania licencji Business Central. Jest to popularna opcja, gdy przedsiębiorstwo jest w stanie ponieść początkowe wyższe koszty inwestycyjne, a także, gdy planuje wewnętrznie zarządzać swoją infrastrukturą.
W przypadku modelu subskrypcyjnego klient otrzymuje prawo do użytkowania systemu na dany okres, w którego trakcie będzie dokonywał cyklicznych płatności. Korzyścią dla przedsiębiorców z wyboru tego modelu licencjonowania są niższe koszty początkowe.

### Microsoft Dynamics 365 Business Central on-cloud
Oprogramowanie w tej wersji dostępne jest jako usługa (Software as a Service), co oznacza, że bazowa infrastruktura, systemy pośredniczące oraz oprogramowanie i dane aplikacji znajdują się w centrum danych Microsoft Azure. Jej zakup możliwy jest za pośrednictwem sieci partnerskiej Microsoft – Cloud Solution Provider (CSP).

## Microsoft AppSource
Dynamics 365 Business Central dostępny jest na platformie AppSource w języku polskim od 2019 roku, wraz z aplikacjami dostosowującymi rozwiązanie na polskim rynku, tj.: Polish Functionality – Starter Pack (Polska Funkcjonalność – Starter Pack) oraz Polish Language for Poland (Polska Wersja Językowa). Zostały one stworzone przez zespół IT.integro, jako konieczne dla dostępności w Polsce rozwiązania Microsoft Dynamics 365 Business Central.